# Bahnhof Thum
Der Bahnhof Thum war eine Betriebsstelle der Schmalspurbahn Schönfeld-Wiesa–Meinersdorf und der hier einmündenden Strecke von Wilischthal auf dem Gemeindegebiet der Stadt Thum in Sachsen. Bis zur Auflassung 1975 war Thum betrieblicher Mittelpunkt der beiden Strecken, die insbesondere unter Eisenbahnfreunden als „Thumer Netz“ bekannt geworden sind.

## Geschichte
Haltestelle Thum

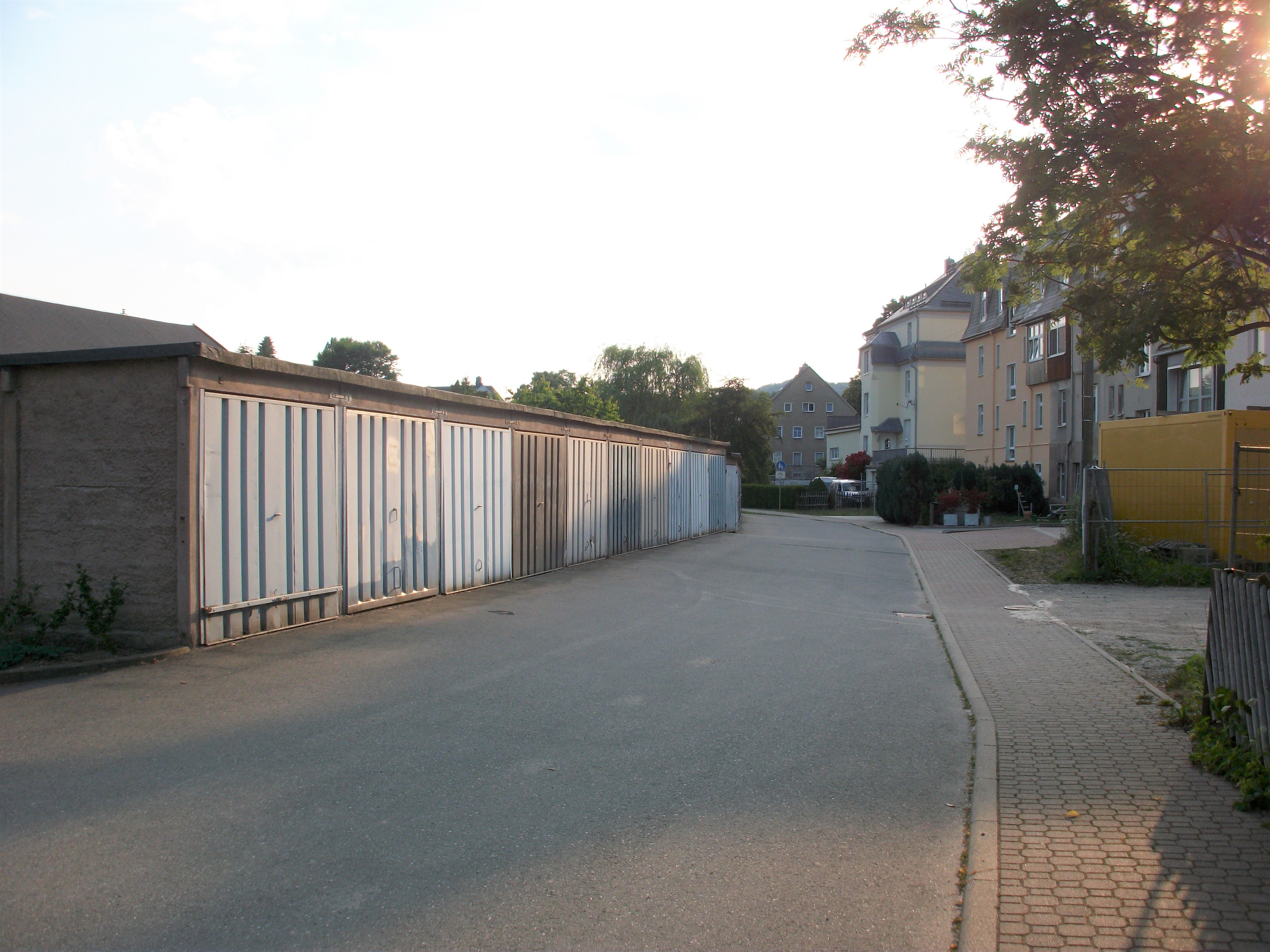
Standort der ehemaligen Haltestelle Thum (2017)

Einen ersten Bahnhof bekam Thum am 14. Dezember 1886 mit der Eröffnung der Strecke von Wilischthal. Die Betriebsstelle hatte vier Gleise mit insgesamt neun Weichen. Auf den Bau eines Empfangsgebäudes war verzichtet worden, dessen Aufgabe übernahm der Güterschuppen mit angebautem Dienstraum. Anlagen zur Restauration der Lokomotiven existierten nicht. Infolge des Baus der Strecke von Geyer, an der ein neuer Bahnhof entstand, wurde die Betriebsstelle 1906 aufgelassen.
Bahnhof Thum

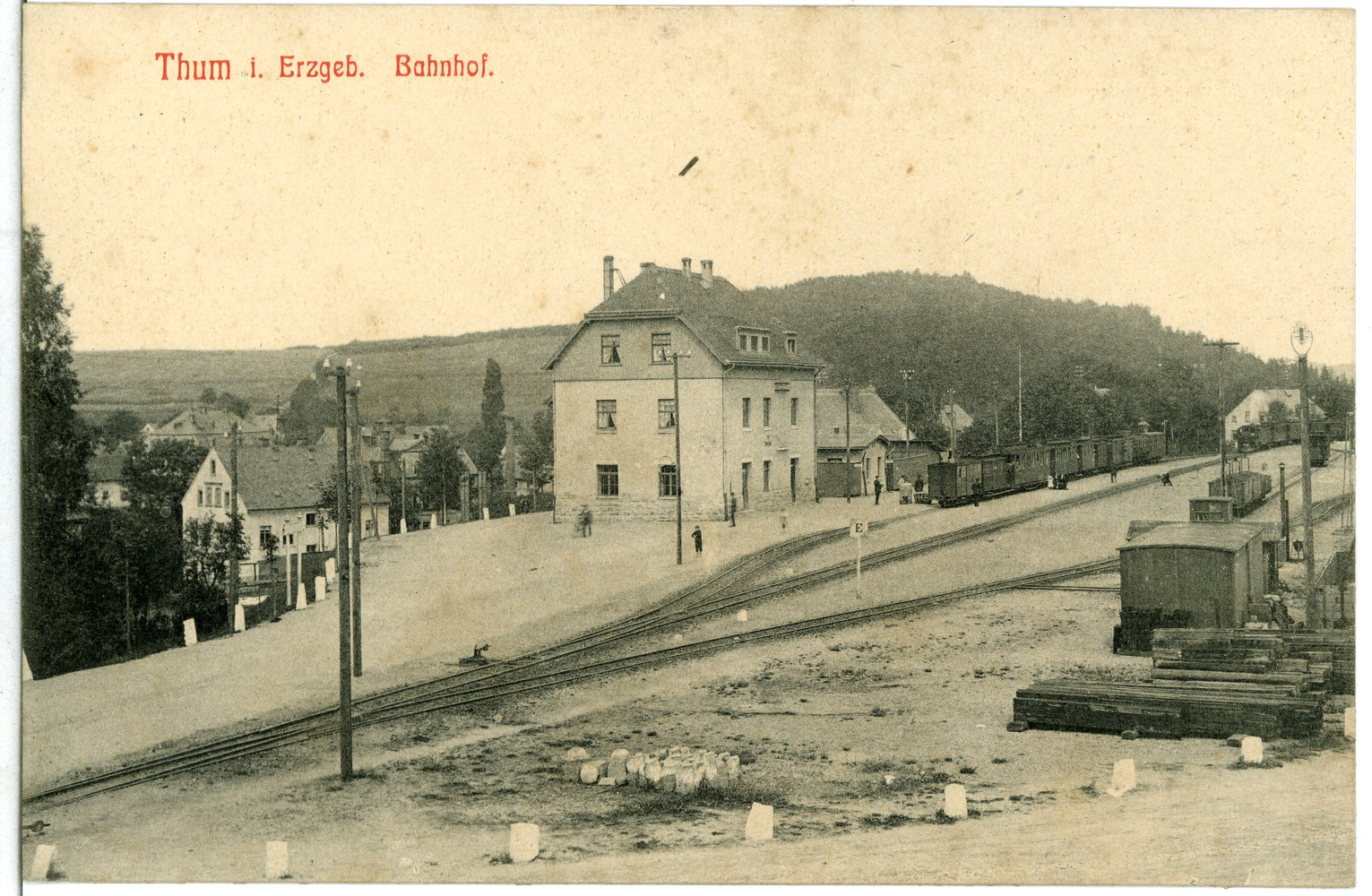
Ein Teil der Bahnanlagen auf einer Ansichtskarte (1910)

Der Bahnhof Thum ging am 18. April 1906 in Betrieb, als erstmals ein Zug von Wilischthal den noch im Bau befindlichen Bahnhof erreichte. Am 1. Mai 1906 wurde schließlich die Strecke von Geyer in Betrieb genommen, die am 1. Oktober 1911 noch nach Meinersdorf verlängert wurde. Zu diesem Zeitpunkt hatte der Bahnhof elf Gleise, wovon drei dem Reiseverkehr dienten.
Das Empfangsgebäude war ein schlichter Typenbau, wie er zu gleicher Zeit auf anderen Bahnhöfen in Sachsen errichtet wurde. Im Winkel der Strecken nach Meinersdorf und Wilischthal lag ein ursprünglich vierständiges Heizhaus, das 1911 noch um zwei Stände erweitert worden war. An der Ausfahrt nach Schönfeld-Wiesa existierte eine kleine Wagenwerkstatt. Darüber hinaus wurden ein Nebengebäude mit Freiabtritt, ein Güterschuppen, ein Lademaß, eine Gleisbrückenwaage und eine Seitenladerampe mit Ladestraße errichtet. Am Bahnsteigende in Richtung Geyer befand sich zwischen den Gleisen ein Wasserkran.
An den drei einmündenden Strecken hatte der Bahnhof Einfahrformsignale, jedoch keine Ausfahrsignale. Wie die Weichen der Streckengleise wurden sie über ein Kurbelwerk in einem Anbau am Empfangsgebäude fernbedient.
Die Gleisanlagen des Bahnhofes blieben im Laufe der Jahre weitgehend unverändert. Neben dem Heizhaus war 1926 und 1927 eine neue Wagenreparaturwerkstatt errichtet worden. Das inzwischen baufällige Heizhaus wurde 1934 nach der Indienststellung der Lokomotiven der Baureihe 99.73-76 durch ein neues Gebäude an gleicher Stelle ersetzt, das acht Lokomotivstände auf vier Gleisen aufwies. Es war das größte der Sächsischen Schmalspurbahnen. Außerdem erhielt er einen Anbau mit zwei Gleisen für die Wagenreparatur.
Mit dem Verkehrsaufschwung nach dem Zweiten Weltkrieg wurde Thum 1947 zum „Komplexbahnhof“ erhoben. Dem Bahnhof unterstanden alle Bahnhöfe der nach Thum führenden Schmalspurstrecken einschließlich der Anschlussbahnhöfe zum Regelspurnetz. Eine Bahnhofsdispatcherleitung koordinierte die Transportraumbereitstellungen, Sonderleistungen und Vorspannlokomotiven.
Nach der Stilllegung der Schmalspurbahnen zwischen 1967 und 1975 wurden die Anlagen des Bahnhofes Thum im Juli 1977 durch die Bahnmeisterei Annaberg-Buchholz demontiert. Die Werkstattgebäude wurden noch bis 1995 als Aufarbeitungswerkstatt des Reichsbahnausbesserungswerkes Karl-Marx-Stadt (ab 1990: Chemnitz) weiter genutzt. Im Oktober 2013 wurde das Gebäude für den geplanten Neubau eines Pflegeheims abgerissen.

## Bahnbetriebswerk Thum

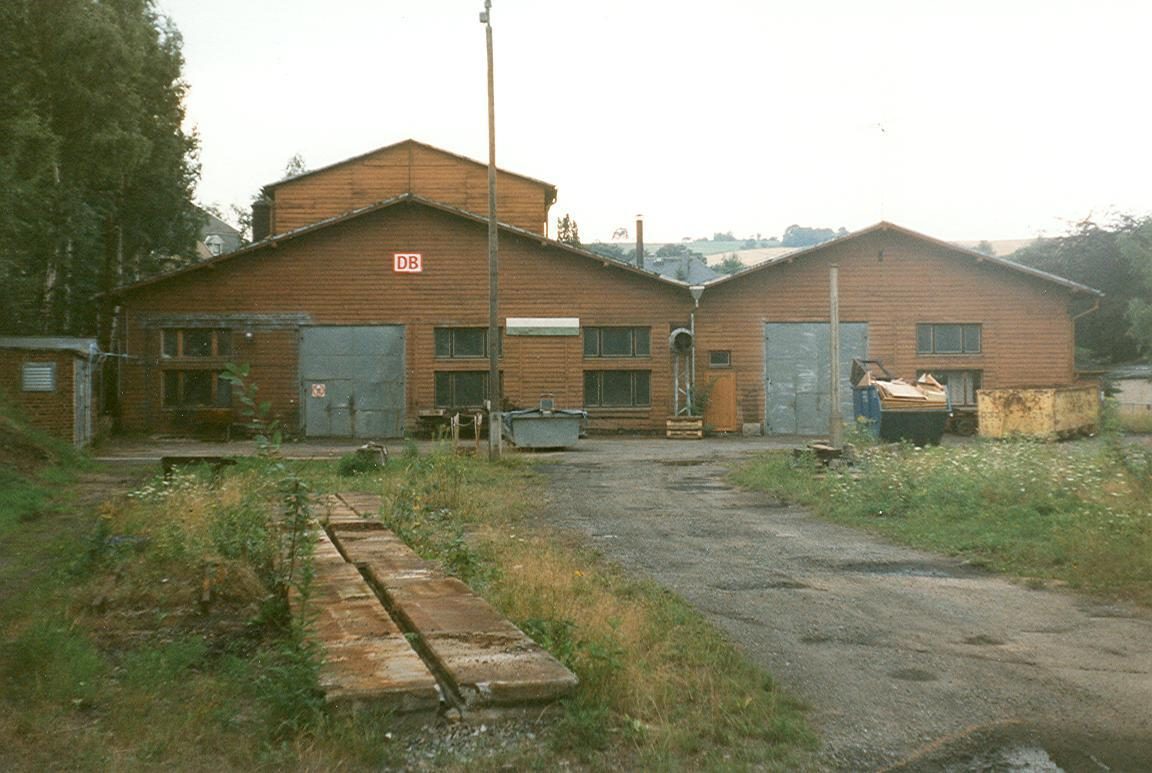
Foto des ehemaligen Bahnbetriebswerks Thum aus dem Jahr 1995

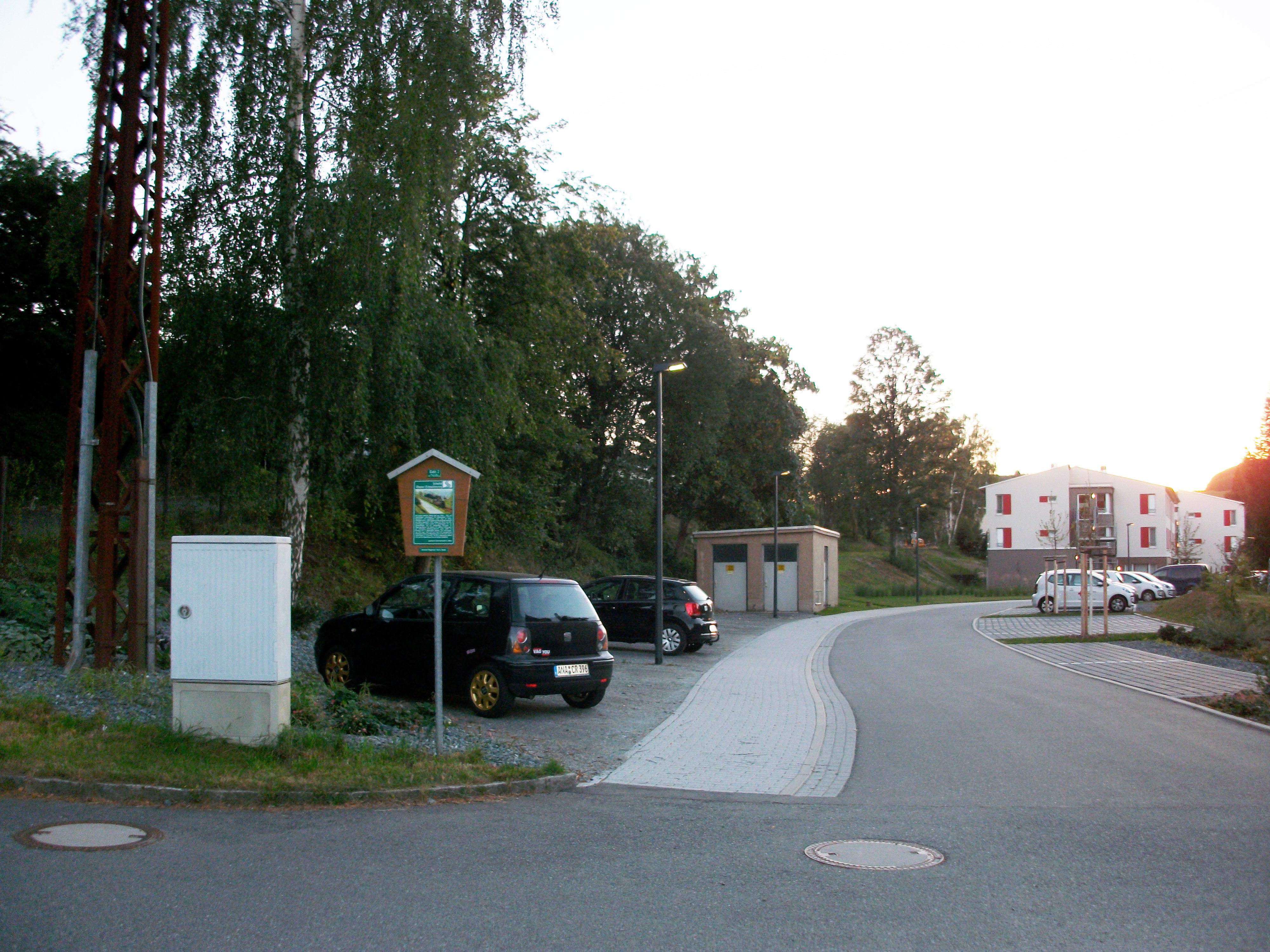
Bahnhof Thum, ehemaliger Standort des Lokschuppens (2017)

Der seit 1934 existierende Lokschuppen des Bahnhofs Thum hatte außer den vier Lokausbesserungs- und zwei Wagenausbesserungsgleisen ein Nebengebäude für die Unterkunft des Betriebspersonals mit Waschräumen sowie anderen Diensträumen. Vor dem Schuppen wurde ein Bockkran mit 1 t Tragfähigkeit errichtet.
Nach dem Zweiten Weltkrieg nahm der Verkehr auf den Schmalspurbahnen im Erzgebirge, insbesondere auf den Strecken des Thumer Netzes, der Pöhlatalbahn und der Fichtelbergbahn, im Zuge des Uranbergbaus stark zu. Zunächst gehörten die Lokbahnhöfe Thum und Jöhstadt noch zum Bw Annaberg-Buchholz. Aufgrund des stark angestiegenen Lokbestands in den jeweiligen Einsatzstellen wurde zum 1. Februar 1949 das neue Bahnbetriebswerk Thum gegründet. Diesem unterstanden neben den Lokomotiven und Wagen für das Thumer Netz und die Preßnitztalbahn ab dem 1. Juni 1959 die Strecke Hetzdorf–Eppendorf. 1954 wurde noch ein Sozialbau mit Küche und Speiseraum gebaut, neben der Wagenwerkstatt wurde eine Baracke errichtet. Als Lokleitung wurden neben den Gleisanlagen der Strecke von Meinersdorf verschiedene Wagenkästen von Normalspurwagen verwendet. In den 1960er Jahren kamen noch die Lokomotiven der Fichtelbergbahn zum Bw Thum. Im Zuge der sich inzwischen normalisierenden Verkehrsleistungen und der anfänglichen Betriebseinstellungen auf diversen Schmalspurbahnstrecken wurde das Bahnbetriebswerk Thum zum 1. Januar 1967 aufgelöst und in eine Einsatzstelle des Bahnbetriebswerks Aue umgewandelt. Die Einsatzstelle selbst wurde am 1. Januar 1974 mit Einstellung des Verkehrs auf dem Thumer Netz geschlossen. Die noch verbleibenden Lokomotiven in Thum, Oberwiesenthal, Jöhstadt und Schönfeld-Wiesa (der Lokbahnhof Eppendorf war zwischenzeitlich durch die Stilllegung der Strecke geschlossen worden) unterstanden ab diesem Zeitpunkt der Einsatzstelle in Annaberg-Buchholz, einer Außenstelle des Bw Aue. Die Bausubstanz des Bahnbetriebswerks Thum änderte sich nach der Stilllegung derart, dass die ehemalige Lok- und Wagenwerkstatt lediglich je ein Eingangstor erhielt. Die anderen Tore wurden zugemauert und durch Fenster ersetzt.
Außenstellen des Bw Thum bestanden in Eppendorf, Jöhstadt und Oberwiesenthal.
Anfangs wurden neben einigen Baulokomotiven hauptsächlich Maschinen der Gattung I K eingesetzt. Bekannt ist der Lokbahnhof Thum durch den Einsatz einer Lokomotive Reihe II K (neu) mit der Nummer 62 A/B in den ersten Jahren vor und während des Ersten Weltkriegs. Später wurden vier Lokomotiven der Reihe III K eingesetzt, die nach dem Zugang der Baureihen 99.51–60 wieder abgegeben wurden. Hauptsächlich waren hier ab 1933 die Lokomotiven der Reihen 99.73–76 und 99.77–79 eingesetzt. Dabei kam die 99.51–60 vor allem auf der Strecke Hetzdorf–Eppendorf und Wolkenstein–Jöhstadt zum Einsatz, während die 99.73–76 und die 99.77–79 ausschließlich auf den Strecken um Thum und auf der Strecke Cranzahl–Oberwiesenthal fuhren. Eine Nebenrolle spielten hier fünf Lokomotiven der Reihen V K, die nach der Umspurung der Bahnstrecke Heidenau–Kurort Altenberg nach Thum gelangten. Nach 1942 gingen diese Maschinen durch Fronteinsatz verloren. Lokomotiven der Reihe VI K verkehrten ebenso in Thum, wurden jedoch aus Gründen der Typenbereinigung in das Wilsdruffer Netz abgegeben.